# ブラッサボラ・ノドサ

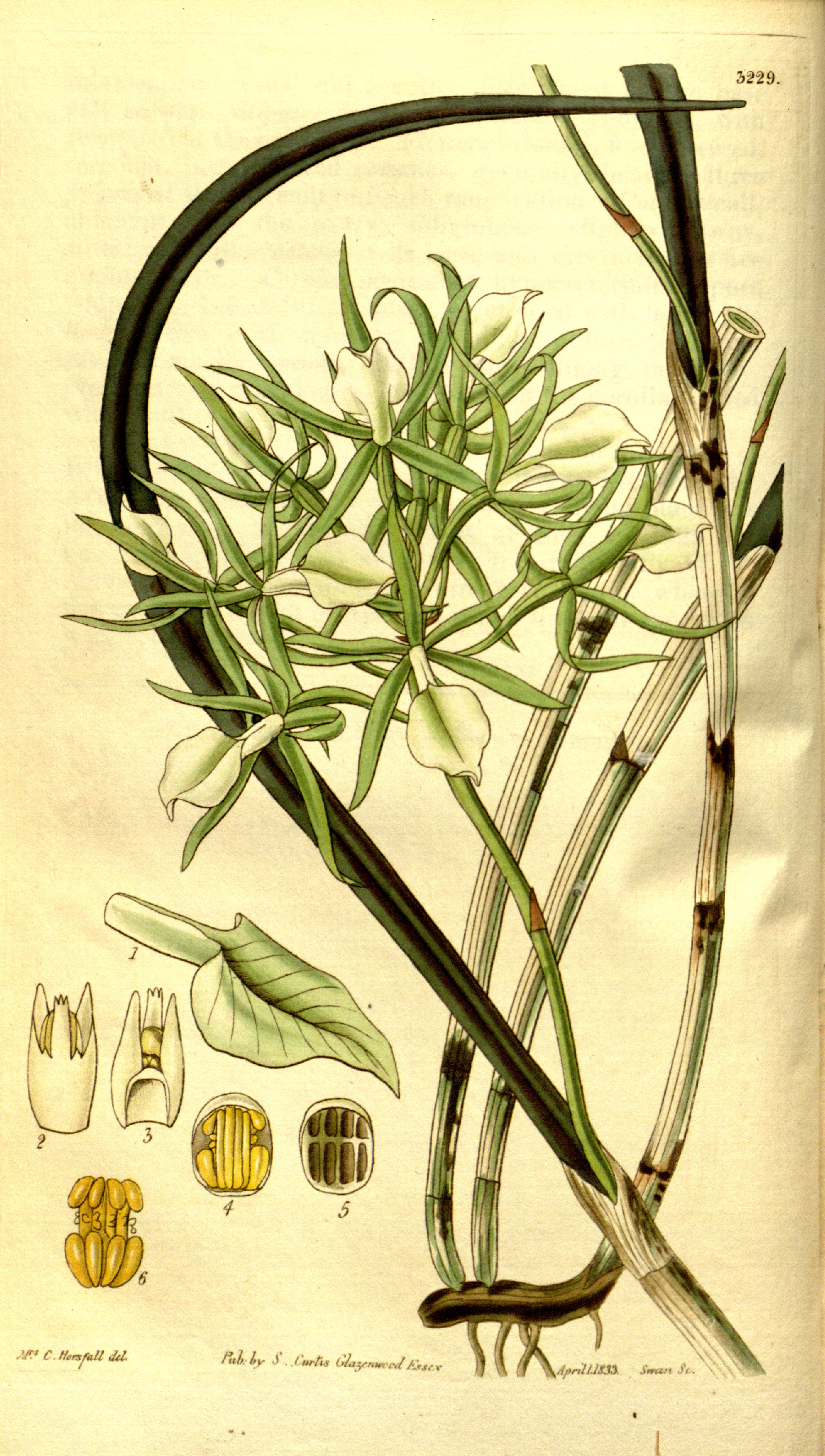
図版

ブラッサボラ・ノドサ Brassavola nodosa は、ラン科植物の1種。細い花弁と先の広がった唇弁を持つ美しい花を着ける。洋ランとして栽培され、またカトレヤ類の交配親としても重視される。

## 特徴
多年生の着生植物。匍匐茎と偽鱗茎を持つ。偽鱗茎は細長い円筒形で長さ3-15cm、立ち気味に出る。葉は偽鱗茎の先端に一つだけつき、線状披針形。長さ15-30cmだが葉幅は2-3cmしかなく、厚みがあって硬い。表面は溝状にくぼむ。
花は秋に咲き、偽鱗茎の先端から出る20cmほどの花茎の上に1-6個つく。花は径8cm程度。萼片と側花弁は線状で先細り、緩やかに曲がり、黄緑色。唇弁は白で、基部は髄柱を包んで筒状に巻き込み、その先で急に大きく広がってハート形、先端はやや尖る。花には芳香があり、特に夜間に芳香を放つ。

## 分布
中央アメリカ、メキシコからパナマ、ベネズエラの標高500m以下の地域に分布。

## 利用
洋ランとして栽培される。
独特の花形に評価が高く、また夜間に芳香を放つことから欧米では『夜の貴婦人(Lady of the Night)』と呼ばれている由。
また、カトレア系交配種の交配親としても重視される。カトレア属との交配品はブラッソカトレアとなる。特にこの種との交配品は独特の花形を受け継いだものが多く、細い花弁と先で急に大きく広がった唇弁が特徴となる。それらは往々にノドサ系といわれる。

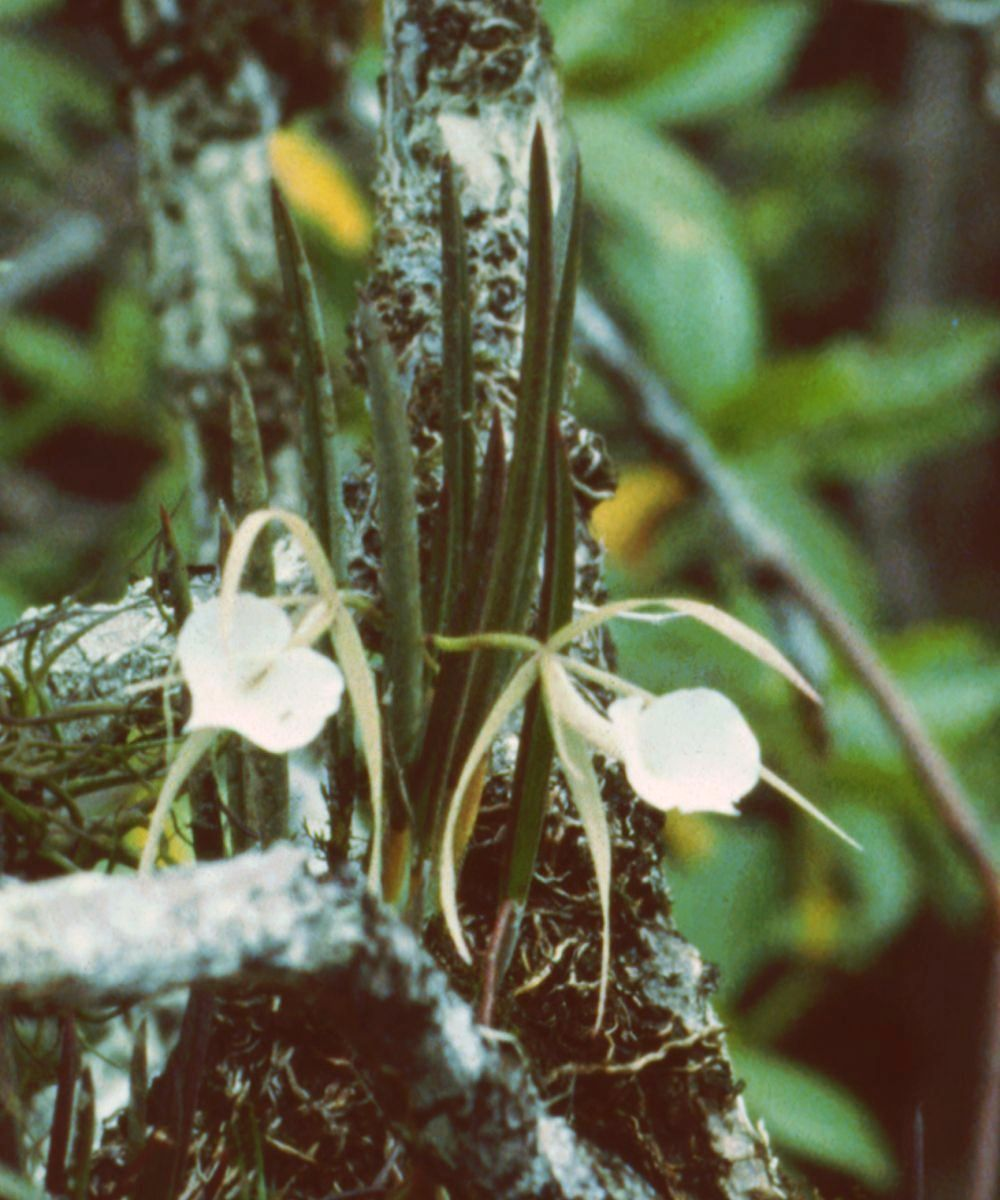
野生の状態
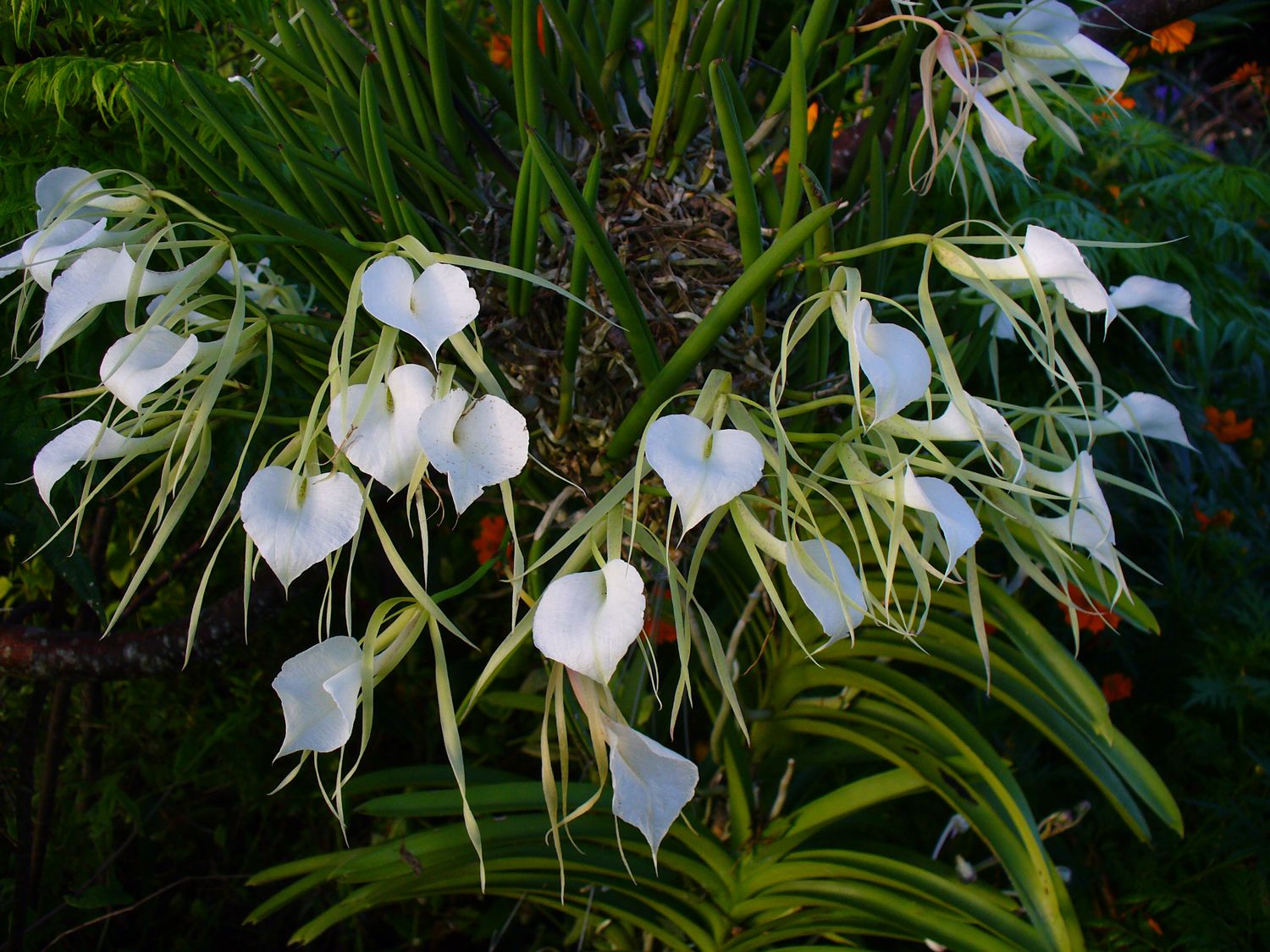
植栽の大型株
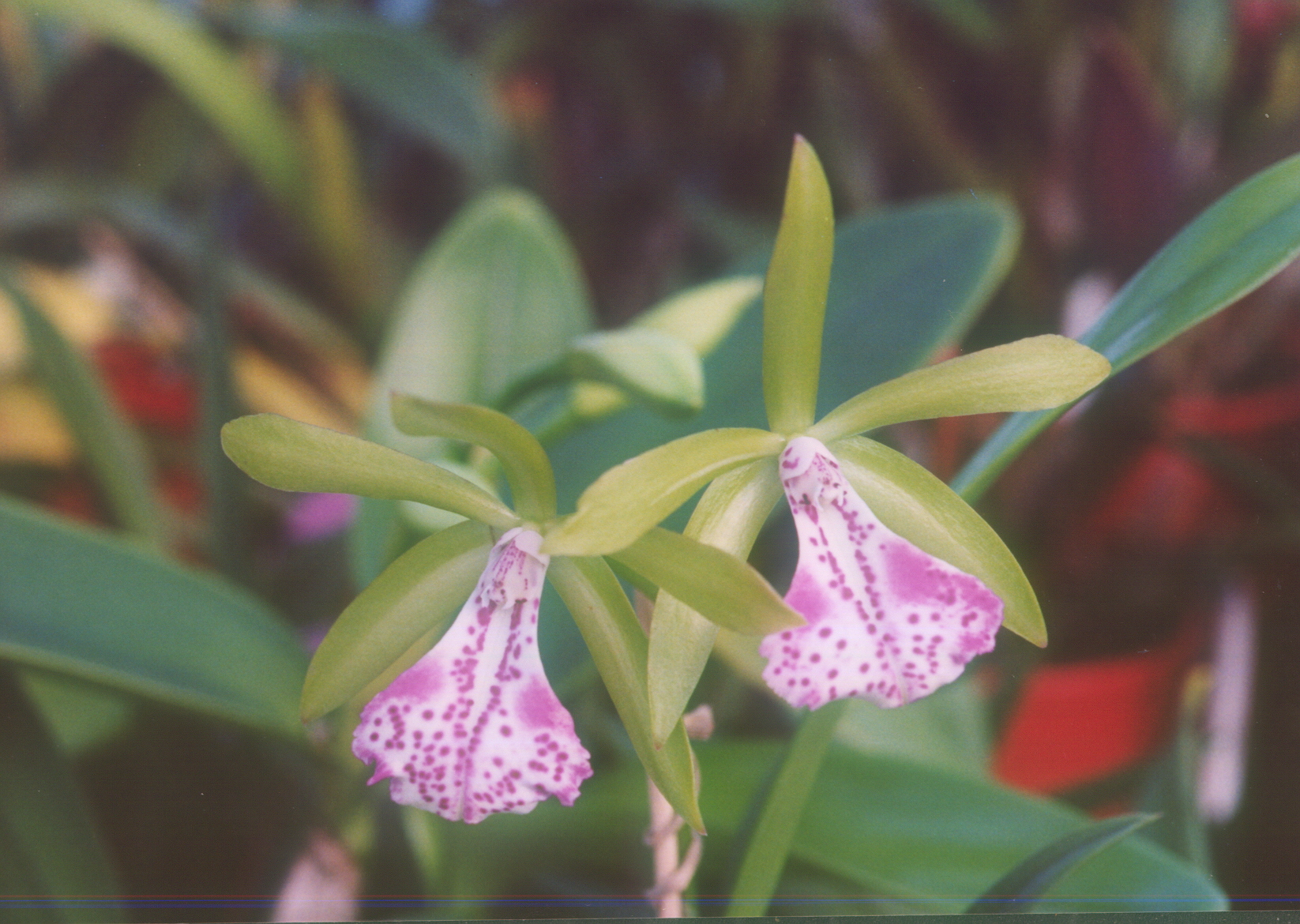
ノドサ系の交配品